# الأسطورة والطقوس
الأسطورة والطقوس عنصران أساسيّان في الممارسة الدينية. لئن كان من الشائع توحيد الأسطورة والطقوس من جهة أنهما من أجزاء الدين، فإن العلاقة الدقيقة بينهما لم تزل محلّ خلاف بين الباحثين. من الاتجاهات في هذه المسألة «نظرية الأسطورة والطقوس» التي يتبنّاها كثيرا مَن يُسَمَّون شعائريّي كامبريدج، وفحوى النظرية «أنّ الأسطورة لا تقوم بنفسها بل لا بد أن تقيَّد بشعيرة أو طقس». لم تزل هذه النظرية محل خلاف، إذ يعتقد كثير من الباحثين اليوم أن الأسطورة والطقوس تشتركان في نماذج معيّنة، ولكن لم يتطوّر أحدهما عن الآخر.

## نظرة عامّة
أُطلق اسم «مدرسة الأسطورة والطقوس» على سلسلة من الكتاب الذين ركزوا دراساتهم الفيلولوجية (اللغوية) على «الأهداف الشعائرية للأساطير». دعم بعض هؤلاء الباحثين (مثل ويليام روبرتسن سميث وجيمس جورج فريزر وجين إلن هاريسون وسامويل هينري هوك) فرضيّة «أوّليّة الطقوس» التي تدّعي أن «كلّ أسطورة مشتقّة من شعيرة (أو طقس) معيّن، وأن القيمة النسقية للأسطورة إنما هي إعادة إنتاج لتوارث فعل الطقوس».
تاريخيًّا، كانت أهمّ المساعي لدراسة التفكير الأسطوري هي مساعي فيكو وشيلنغ وشيلر ويونغ وفرويد ولوسيَن ليفي برول وليفي ستراوس وفري، والمدرسة السوفييتية، ومدرسة الأسطورة والطقوس.
في ثلاثينيات القرن العشرين أعدّ باحثون سوفييتيون مثل جاكوف غلوسوفكر وفرانك كامنك وأولغا فريدنبيرغ وميخائيل باختين «دراسة الأسطورة والطقوس في الأدب الشعبي وفي النظرة الكونية للثقافة العامة».
بعد الحرب العالمية الثانية دعمت الدراسة السيميائية للأسطورة والطقوس -خصوصًا التي أجراها بيل ستانر وفيكتور تورنر- الارتباط بين الأسطورة والطقوس. مع ذلك، فإنها لم تدعم فكرة أن أحدهما تطور أو نتج عن الآخر، كما قد يدّعي أصحاب فرضيّة «أوّليّة الطقوس». أمّا النظرة الحاكمة في المجتمع العلمي اليوم، فهي أن العلاقة بين الأسطورة والطقوس إنما هي اشتراكهما في نماذج عامّة.

## الطقوس من الأسطورة
يطرح احتمالٌ نفسَه مباشرة فيقول: ربّما نجمت الطقوس عن الأسطورة. تحيي كثير من الشعائر الدينية -كفصح اليهود، وعيد الميلاد والفصح عند المسيحيين، والحج عند المسلمين- ذكرى أحداث في الأدب الديني.

### إدوارد بورنت تايلور
بعيدًا عن جو الأديان التاريخيّة، ترى فرضية أوّليّة الطقوس العلاقة بين الأسطورة والطقوس غالبًا كالعلاقة بين العلم والتقنيّة. النصير الكلاسيكي لهذا الرأي هو الأنثروبولوجيّ الرائد إدوارد بورنت تايلور. رأى تايلور أن الأسطورة محاولة لشرح العالم، فالأسطورة عنده «علمٌ بدائيّ». ثمّ تأتي الطقوس ثانيًا، كما تأتي التقنيّة تطبيقًا للعلوم تأتي الطقوس تطبيقًا للأسطورة، وهي محاولة لإنتاج بعض الآثار، بناءً على الطبيعة المفترَضة للعالم: «الأسطورة عند تايلور تهدف إلى شرح العالم على أنه نهاية في نفسه. أمّا الطقوس فتستخدم هذا الشرح للتحكّم بالعالم». فالطقوس تفترض دائما وجود أسطورة سابقة، وباختصار: تطلع الشعائر من الأساطير.

## الأسطورة من الطقوس
خلافًا للفكرة البديهية أن الطقوس تطبق النظرية الأسطورية، دعم كثير من أنثروبولوجيي القرن التاسع عشر الرأي المخالف: أنّ الأسطورة والعقيدة الدينية تنتجان عن الطقوس. يُعرَف هذا بفرضيّة «أوّليّة الطقوس».

### ويليام روبرتسن سميث
أكّد هذا الرأي أوّل مرّة الباحث الكتابيّ (نسبة إلى الكتاب المقدّس) ويليام روبرتسن سميث. لاحظ الباحث ملِتنسكي أن سميث قدّم المصطلح دوغمائيًّا. وضع سميث في محاضراته عن «دين الساميّين» خطًّا فاصلًا بين الدين القديم والحديث: أمّا في الدين الحديث فالعقيدة مركزيّة، وأمّا في القديم فالطقوس هي المركزيّة. بالعموم فإن القدماء -حسب سميث- نزعوا إلى المحافظة على الشعائر ونقلها إلى أبنائهم بإخلاص. وعلى نقيض ذلك فإن الأساطير التي تعلّل هذه الشعائر قد تتغيّر. وفي الحقيقة -حسب سميث- فإن كثيرًا من الأساطير أتت إلينا من «السبب غير الأسطوري [...] إذ قد نُسِيَت الطقوس بطريقة ما».
يقدم سميث مثالًا على ذلك عبادة أدونيس. تفجّع العُبّاد على موت أدونيس الأسطوريّ في شعيرة توافق الذبول السنوي للغطاء النباتي. وفقًا لسميث فإن شعيرة التفجّع هذه لها تفسير غير أسطوري: مع ذبول النباتات «يحزن العبّاد من تعاطفهم الطبيعيّ، كما يصيب الإنسانَ الحديث مسٌّ من الكآبة مع سقوط أوراق الخريف». وما إن نسي العبّاد السبب الأصلي غير الأسطوري لشعيرة التفجّع، حتى «أنشؤوا أسطورة أدونيس إله النبات الميّت المنبعث [...] ليشرحوا الطقوس».

### ستينلي إيدغار هيمان
وضع ستينلي إيدغار هيمان في مقالته «النظرة الشعائريّة للأسطورة والأسطوريّ» حجّة تشبه حجّة سميث: 
«في الفيجي تشرح أسطورة الخصائص الفيزيائية لجزيرة ليس فيها إلا قطعة صغيرة من التربة الخصبة، تحكي الأسطورة كيف أن مبيريوالاكي -وهو بطل حضاريّ- أُغْضِب من أفعال الفاسدة لأهل الجزيرة، فجعل كلّ التربة التي كان يعطيهم إياها في تلّ واحد، ولم يوزّعها على الصورة الصحيحة. يشير هوكارت إلى أن الأسطورة استُعملت لتقديم سبب يشرح طبيعة الجزيرة، ولكنه لم يؤصّل في هذا الاتجاه. تتأصّل مغامرات مبيريوالاكي، مثل كل الأساطير، في أداء الشعائر، إذ كان معظم مُخْبِري هوكارت الفيجيّين يحملون ثقافة تؤكّد هذه الأساطير الشعائرية. فإذا اهتمّ أحد الفيجيين بتضاريس الجزيرة أو سُئل عنها، فعل كما نفعل نحن بالضبط، ثوّرَ تقاليده ليبحث فيها عن إجابة، حسب هوكارت».
هنا يجادل هيمان ضد القراءة التفسيرية للأسطورة، وهي القراءة التي تقول إن الأساطير تتأصّل في محاولات شرح أصول الظواهر الطبيعية وأسبابها. إذا صحّت هذه القراءة التفسيريّة، فإنها تجعل الأسطورة أقدم من الطقوس أو مستقلة عنها، وهو ما يقول به إدوارد بورنت تايلور. لكن هيمان يقول إن الناس إنما يستعملون الأسطورة لأسباب تفسيريّة بعد أن تستقرّ، أي باختصار: لا تنشأ الأساطير لتكون شروحًا للظواهر الطبيعية. بل تنشأ الأسطورة في رأي هيمان من أداء الشعائر. من ثَمّ فإن الطقوس تأتي قبل الأسطورة، وتعتمد عليها الأسطورة في وجودها حتّى تجمع مكانةً مستقلّة بوصفها قصّة تفسيريّة.

### جيمس فريزر
في رأي الأنثروبولوجي الشهير السير جيمس جورج فريزر أن الأسطورة تنشأ عن الطقوس في خلال العملية الطبيعية للتطوّر الدينيّ. تأثّرت معظم أفكاره بأفكار روبرتسن سميث. حاجَّ فريزر في كتابه «الغصن الذهبي The Golden Bough»، أنّ الإنسان تطوّر من الإيمان بالسحر -والشعائرُ مبنيّة على السحر- إلى الإيمان بالدين ثم إلى العلم. وكانت حجّته كما يلي:
بدأ الإنسان بإيمان انعكاسيّ بالقانون الطبيعي. واعتقد أنّ في مقدوره التأثير في الطبيعة بتطبيق هذا القانون على الوجه الصحيح. «في السحر يعتمد الإنسان على قوّته ليواجه الصعوبات والمخاطر التي تهاجمه من كل حدب وصوب. فيؤمن بنظام مؤسَّس للطبيعة يمكن أن يعتمد عليه يقينًا، ويمكن أن يغيّره ليجعله كما يريد.»

مع ذلك، فإن تخيّلات الإنسان عن النظام الطبيعي -أي السحر- لم تعمل. فلمّا رأى أنّ النظام الطبيعي الذي كان يعتقد به نظام خاطئ، ترك الإنسان فكرة القانون الطبيعي المعروف، و«رمى نفسه بإخباتٍ تحت رحمة كائنات عظيمة محتجبة خلف حجاب الطبيعة، يُرجِع إليها كل هذه القوى البعيدة المدى التي كان قبل ذلك ينسبها لنفسه». بعبارةٍ أخرى، فالإنسان عندما خسر إيمانه بالسحر، علّل شعائره السحرية السابقة بقول أنها تمثّل أساطير أو تمجّد كائنات أسطوريّة. وفقًا لفريزر: 
«أمّا الأسطورة فتتغير، وأمّا الطقوس فتبقى ثابتة، إذ يفعل الناس ما كان آباؤهم يفعلون، وإن كانت أسباب آبائهم قد نُسِيَت منذ زمن. إن تاريخ الدين محاولةٌ طويلة لتوفيق شعيرة قديمة وسبب حديث، لإيجاد نظريّة معقولة لممارسة غير معقولة.»

### جين إلِن هاريسون وسامويل هينري هوك
نظرت دارسة الكلاسيكيات جين إلن هاريسون والباحث الكتابيّ سامويل هينري هوك إلى العلاقة بين الأسطورة والطقوس على أنها علاقة حميمة. ولكنهما «خلافًا لسميث»، «يرفضان بشدّة» أن هدف الأسطورة الرئيس هو تعليل شعيرة بإعطائها روايةً تروي كيف بدأت (كتعليل تفجّع عبّاد أدونيس بنسبته إلى موت أدونيس الأسطوري). بل يعتقدان أن الأسطورة ما هي إلا وصف روائي لشعيرة موافقة: ففي رأي هاريسون فإنّ «المعنى الأوّل للأسطورة... هو النظير المنطوق للشعيرة المؤدَّاة».
أعطى هاريسون وهوك تفسيرًا لشعور القدماء بالحاجة إلى وصف شعائرهم في صيغة روائية. فاقترحا أن الكلمة المنطوقة كالطقوس المؤدَّاة، كان يُعتَقَد أنّ لها قوّة سحريّة: «إنّ للكلمة المنطوقة قوّةً كقوّة الفعل».
اعتقدت هاريسون كفريزر أن الأساطير قد تنشأ بوصفها سببًا أوّليًّا لشعائر منسيّة أو مفسَدة. وأعطت مثالا على هذا الشعائر التي ترتكز على التجدد السنويّ للنباتات. هذه الشعائر تتضمّن مشارِكًا يذهب في موت مرحليّ ثم يقوم. قالت هاريسون أن الطقوس «وإن كانت سنويّة، فإنها مقدِّمة»، أي إنها تقدّم الأفراد إلى أدوارهم بوصفهم أعضاء قائمين بأنفسهم في المجتمع. لم يكن حينئذٍ «الإله» إلّا «إسقاطًا للغبطة التي تنشئها الطقوس». ثمّ جُعِلتْ تلك الغبطة إلهًا مفارِقًا، وأصبح الإله بعد ذلك إله النبات، إذ «كما أنّ المُبتدئين يموتون رمزيًّا ثمّ يقومون أعضاءً كاملين في المجتمع، كذلك إله النبات وكذلك المحاصيل تموت وتنبعث». مع الوقت، ينسى الناس الوظيفة الابتدائية للشعيرة، ولا يذكرونها إلا على أنها إحياء وتمثيل لأسطورة أدونيس.